# Sanglier (métier)
Pour les articles homonymes, voir Sanglier (homonymie).
Le sanglier est un artisan qui confectionne des sangles en écorce (liber) d'épicéa pour cercler des fromages coulants, dont principalement les vacherins mont d'Or franc-comtois, Vacherins Mont-d'Or vaudois, Vacherin des Bauges, Vacherin d'Abondance, moelleux du Revard de Savoie, l'édel de Cléron ou l'Écorce de sapin franc-comtois.
En France, quelques sangliers francs-comtois fabriquent des sangles mais les industriels importent massivement des sangles d'épicéa des pays de l'Est européen. En Suisse, le cahier des charges du Vacherin Mont-d’Or impose une sangle en épicéa issue de l'aire géographique de production. La boîte en bois et le cerclage d'origine sont traditionnellement utilisés comme caquelon naturel, pour des fondues au fromage tel que le mont d'Or chaud.

## Le métier
Cette pratique existait déjà au XVIe siècle[réf. nécessaire]. En France, le sanglier est un métier typique de la région de Franche-Comté. En ce début du XXIe siècle, ils ne sont qu’une douzaine (de bûcherons sangliers), dont environ trois à plein temps, à exercer ce métier dans les forêts du Haut-Doubs. La femme qui exerce ce métier est une sanglière.

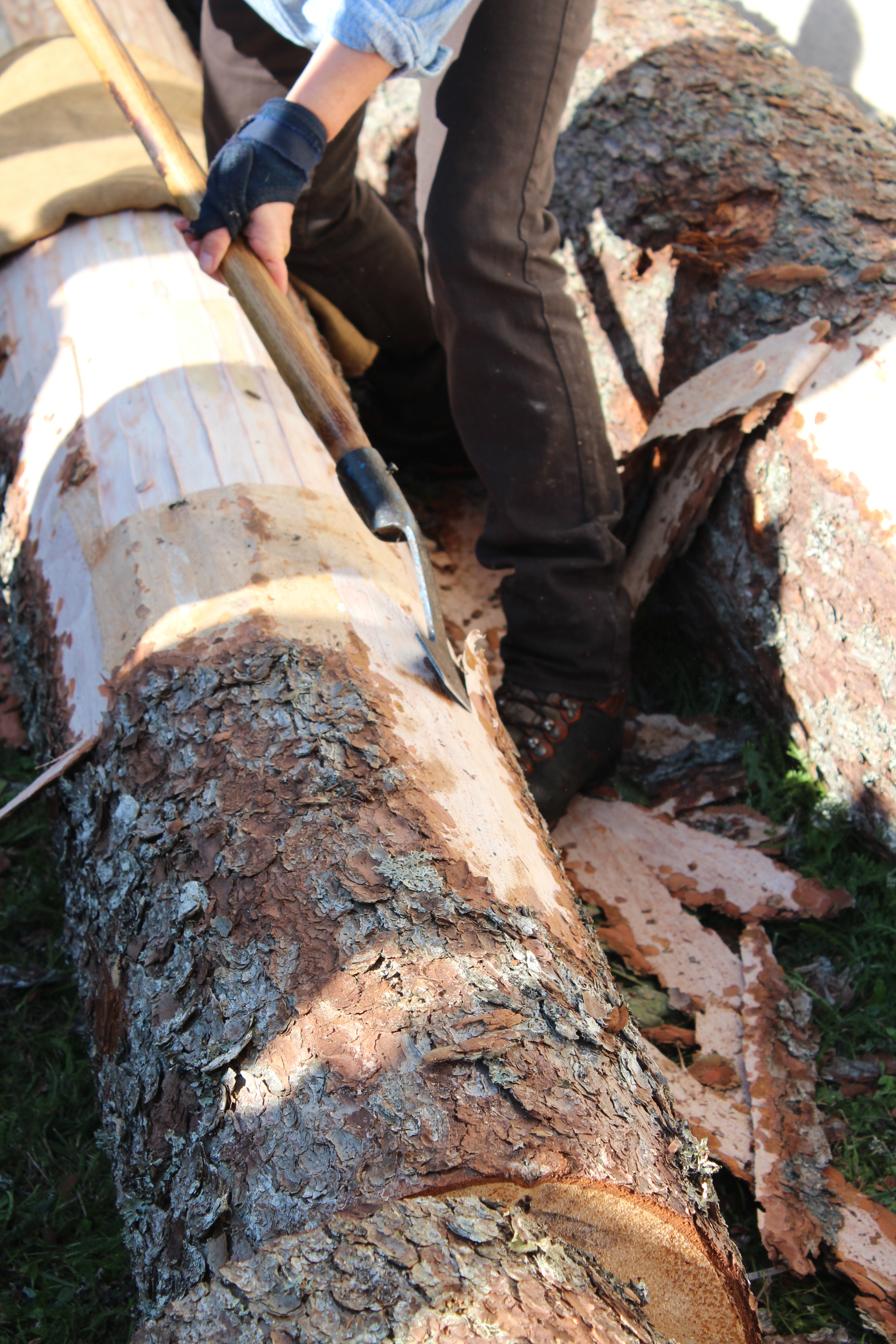
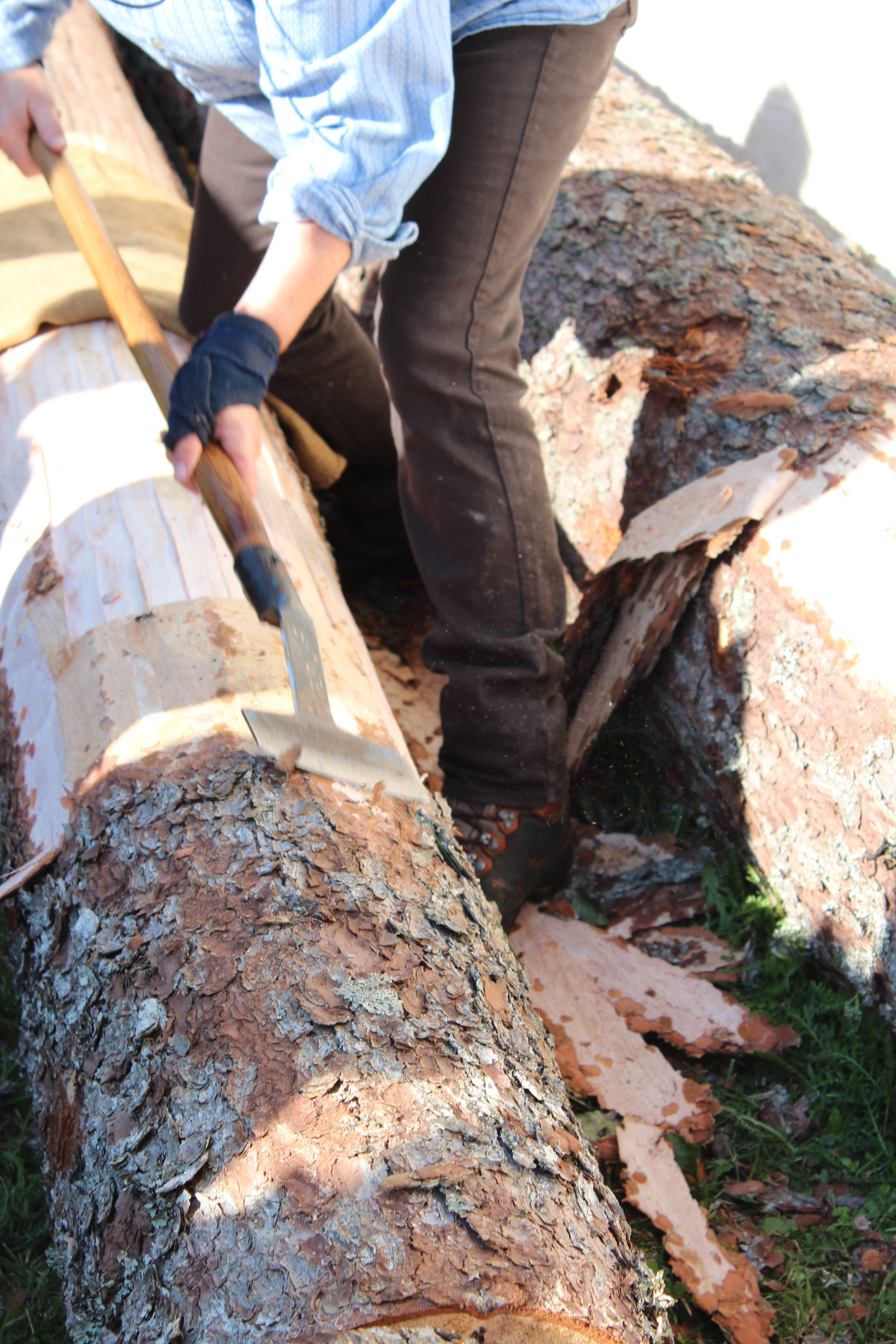
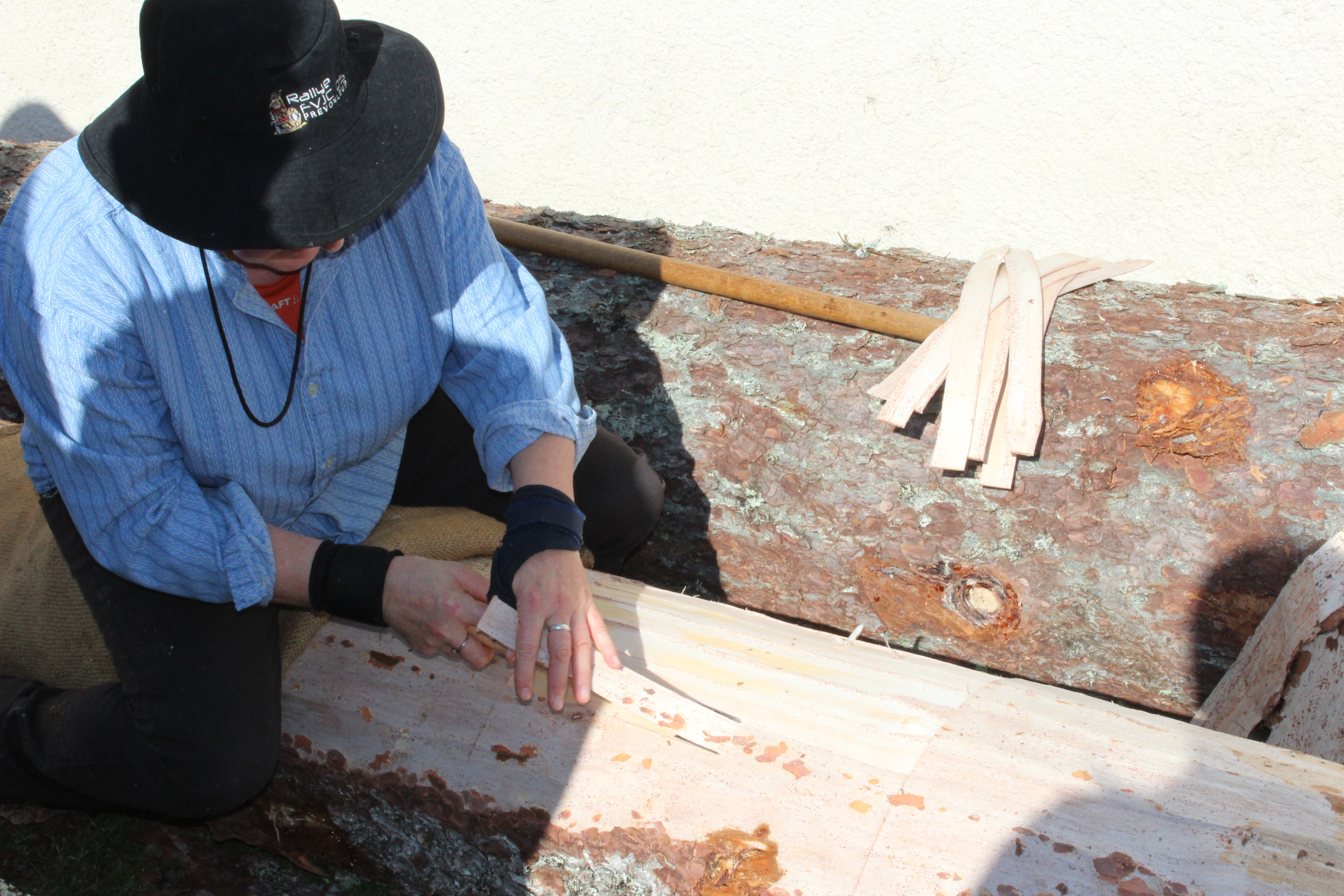
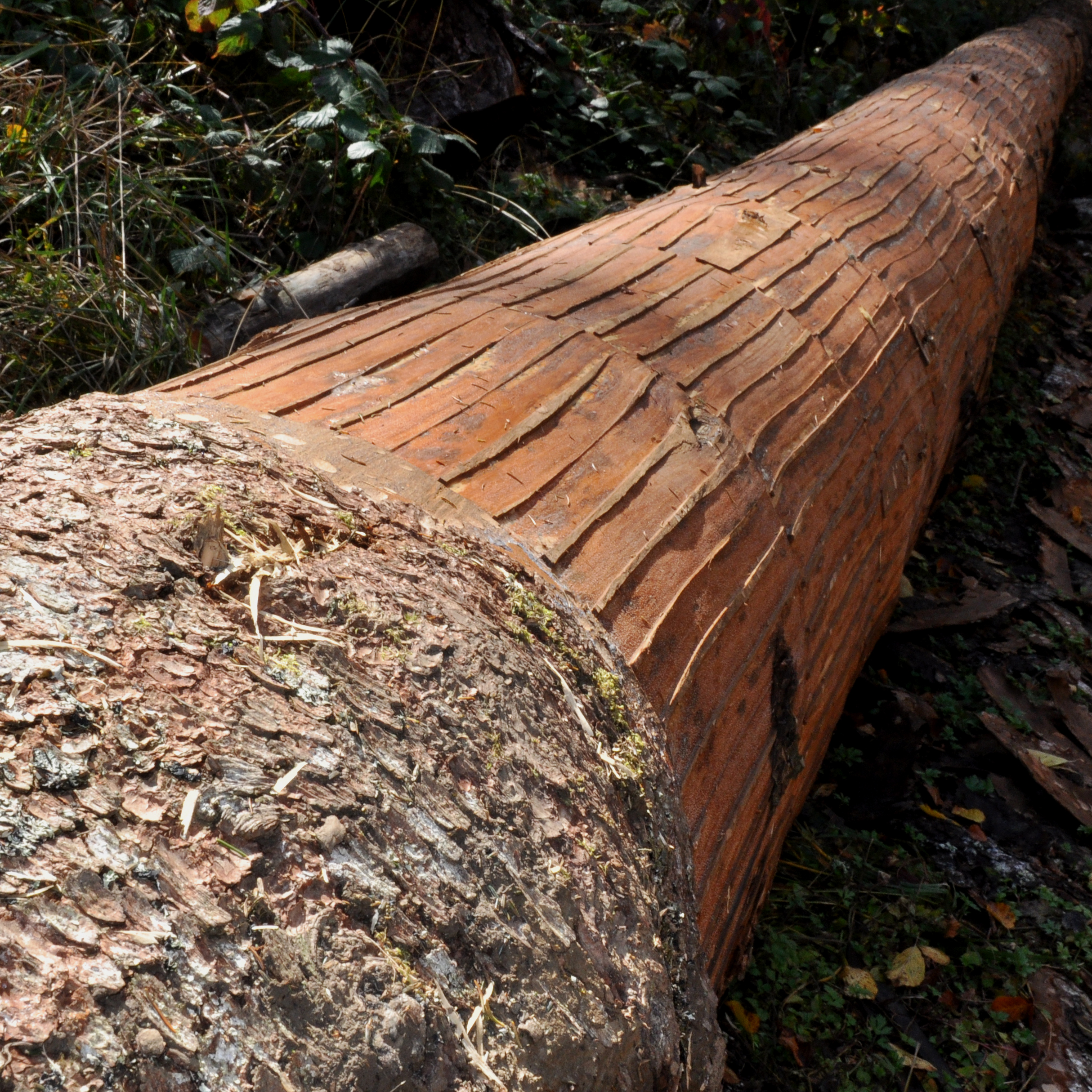

## Les outils
- Le pêle-tronc ou plumette, raclette métallique montée sur un long manche de bois (environ 1,30 m), qui sert à enlever l'écorce de l'épicéa.
- Les crampons que le sanglier fixe sous ses chaussures pour monter sur les troncs d'arbre abattus et garder son équilibre.
- Le boutoir, genre de rabot de fabrication artisanale et locale (semblable au boutoir du maréchal-ferrant), utilisé pour le découpage des sangles dans le liber de l'arbre

## La sangle
Sitôt les arbres abattus par les bûcherons, le sanglier entre en scène :
- enlever l’écorce de l’épicéa avec une « plumette », sorte de petite pelle métallique, de fabrication maison, montée sur un manche en bois d’environ 1,30 m ;
- avec un autre outil de fabrication maison, la cuillère, le sanglier épluche le tronc et ne s’intéresse qu’à une fine couche de bois d’environ 1,5 à 5 mm d’épaisseur, coincée entre l’écorce et le tronc ;

Cette fine couche appelée liber est l’équivalent de l’aubier des feuillus. Son épaisseur varie en fonction de l’altitude, de la nature du sol et de l’exposition des arbres. Les sangles sont découpées sur toute la longueur du tronc qui peut atteindre trente mètres de long. La longueur de sangle découpée dans une journée peut atteindre plus d’un kilomètre. 
- Les sangles sont retirées une à une et mises à sécher pendant plusieurs jours avant expédition chez le fromager.

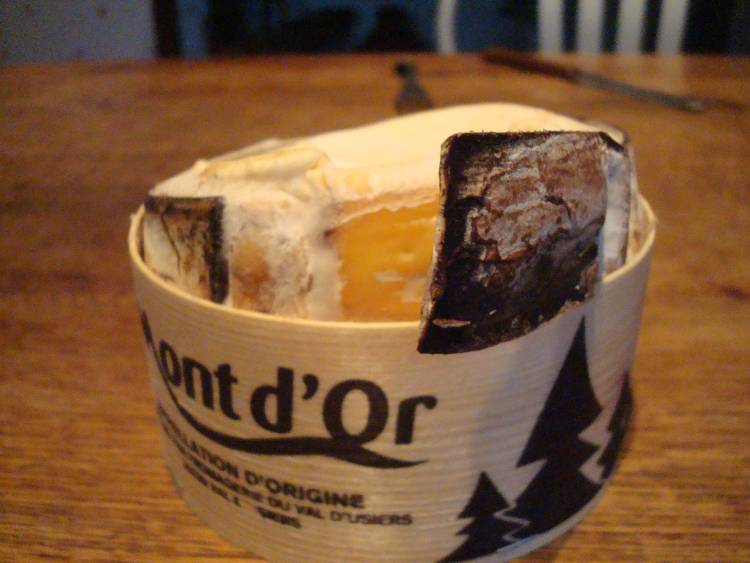
Sangle qui entoure le Mont d'Or français
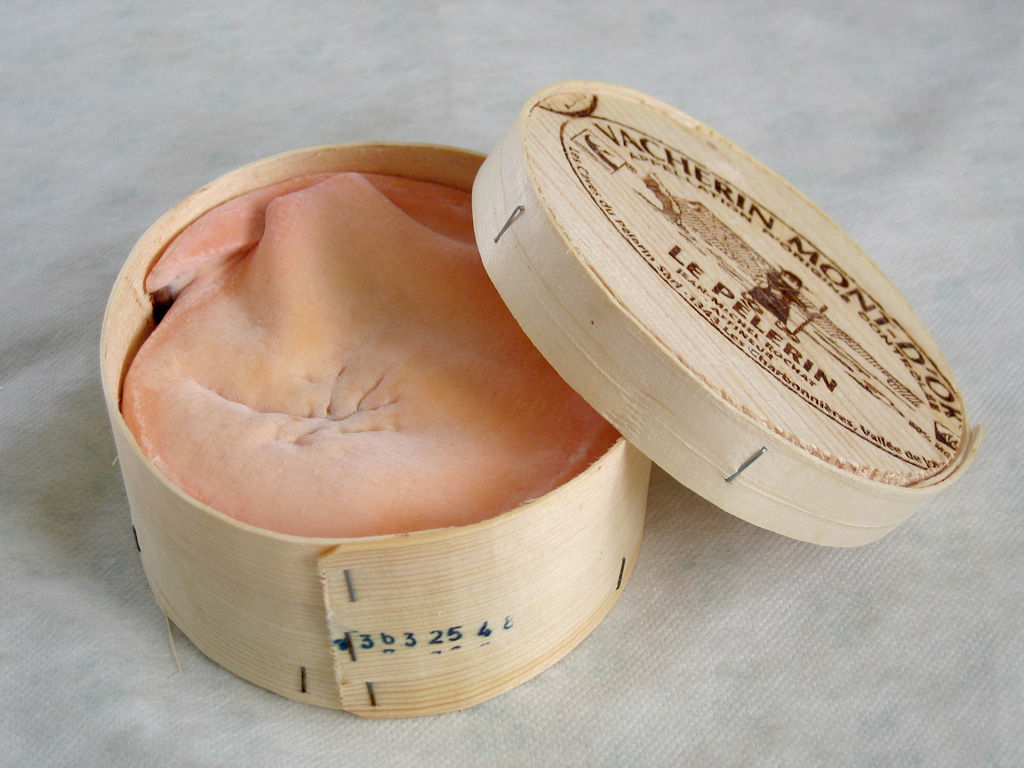
Un vacherin Mont-d'Or suisse
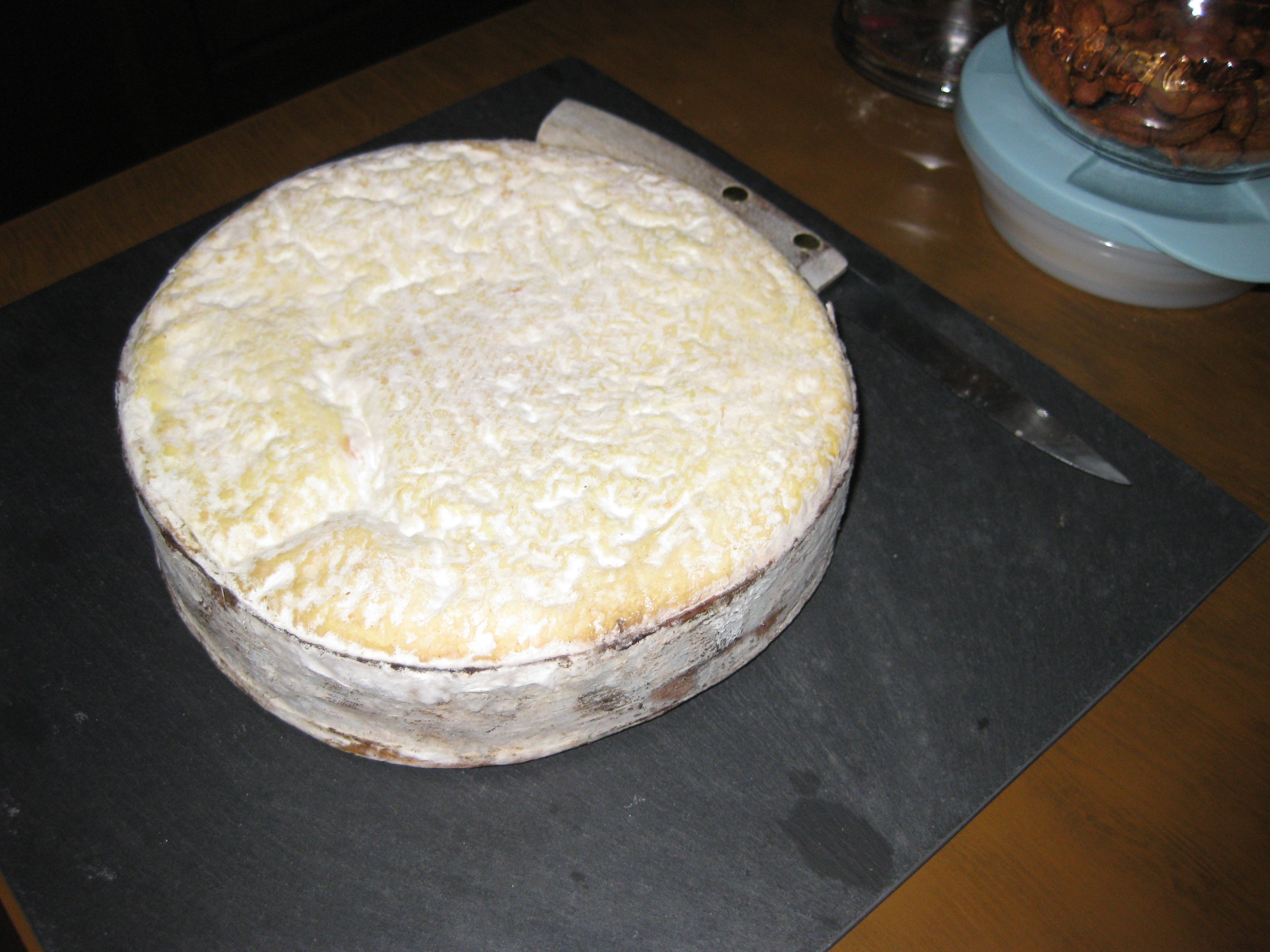
Vacherin des Bauges
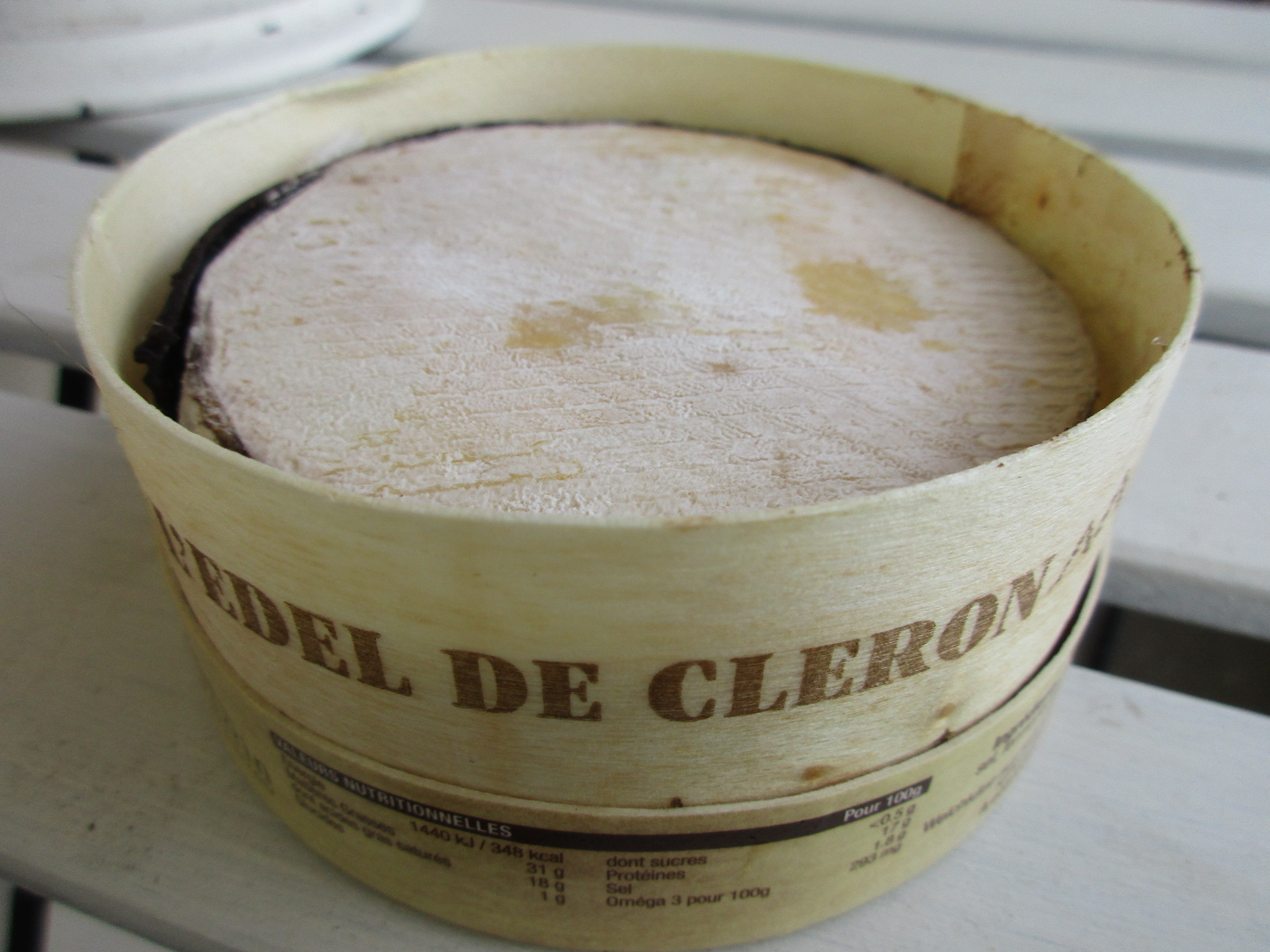
Édel de Cléron

### Caractéristiques de la sangle
La fabrication du Mont d’Or, comme toutes les AOC, répond à des critères précis, donc la boîte qui le contient est soumise aux mêmes critères.
- La sangle doit être une bande de 33 mm de large (même largeur que la cuillère) et dont la longueur varie en fonction de la taille et du poids du fromage :
  - 45 cm pour les boîtes de deux personnes ;
  - 55 cm pour 4 personnes ;
  - 70 cm pour 8 personnes ;
  - jusqu’à 1,10 mètre pour les gros fromages (2 kg) vendus à la coupe.